# Notre-Dame-de-Mésage
Notre-Dame-de-Mésage è un comune francese di 1 226 abitanti situato nel dipartimento dell'Isère della regione dell'Alvernia-Rodano-Alpi.

## Società

### Evoluzione demografica
Abitanti censiti